# Darktable
Darktable, gestyleerd als darktable, is een vrij en opensource fotografie-applicatie voor en door fotografen. Het is anders dan rasterafbeeldingsbewerkers zoals Adobe Photoshop of GIMP. Darktable is beter vergelijkbaar met Adobe Lightroom en is specifiek gericht op fotografie. Het is gericht op verbetering van de workflow van een fotograaf door het vergemakkelijken van het beheer en het bewerken van grote hoeveelheden foto's vanaf de camera tot en met publicatie. De fotobewerking is niet-destructief en gebeurt m.b.v. een uitgebreide verzameling modulen.
Darktable is vrij verkrijgbaar voor de meeste besturingssystemen waaronder Windows, MacOS, grote Linuxdistributies en Solaris. De code is vrij beschikbaar onder te voorwaarden van de GNU General Public License versie 3 of later.

## Kenmerken
Darktable bewerkt foto's niet-destructief: het origineel (RAW of JPG) wordt niet gewijzigd en alle bewerkingsstappen worden opgeslagen in een eigen, centrale database en ook in compacte XML-bestanden (een per origineel). De bewerkingen worden alleen toegepast bij het exporteren naar een nieuw bestand en tijdens het bewerken om de aanpassingen zichtbaar te maken. Het programma beschikt over een ingebouwde ICC-profielen, GPU-versnelling, en ondersteunt de meeste gangbare beeldformaten.
Kleur
Darktable werkt intern in het uitgebreide Rec.2020 kleurprofiel. Voor export ondersteunt darktable de omzetting naar een ander ICC-profiel zoals sRGB, Adobe RGB, XYZ en lineaire RGB-kleurruimten.
Importeren / exporteren
JPEG, RAW, CR2, HDR en PFM afbeeldingen kunnen van schijf of camera worden geïmporteerd en geëxporteerd naar bestand, Picasa Web Albums, Flickr, Facebook, e-mail en een eenvoudige HTML-gebaseerde webgalerij, met JPEG-, PNG-, TIFF-, PPM, PFM en EXR-beelden.

## Gebruikers interface

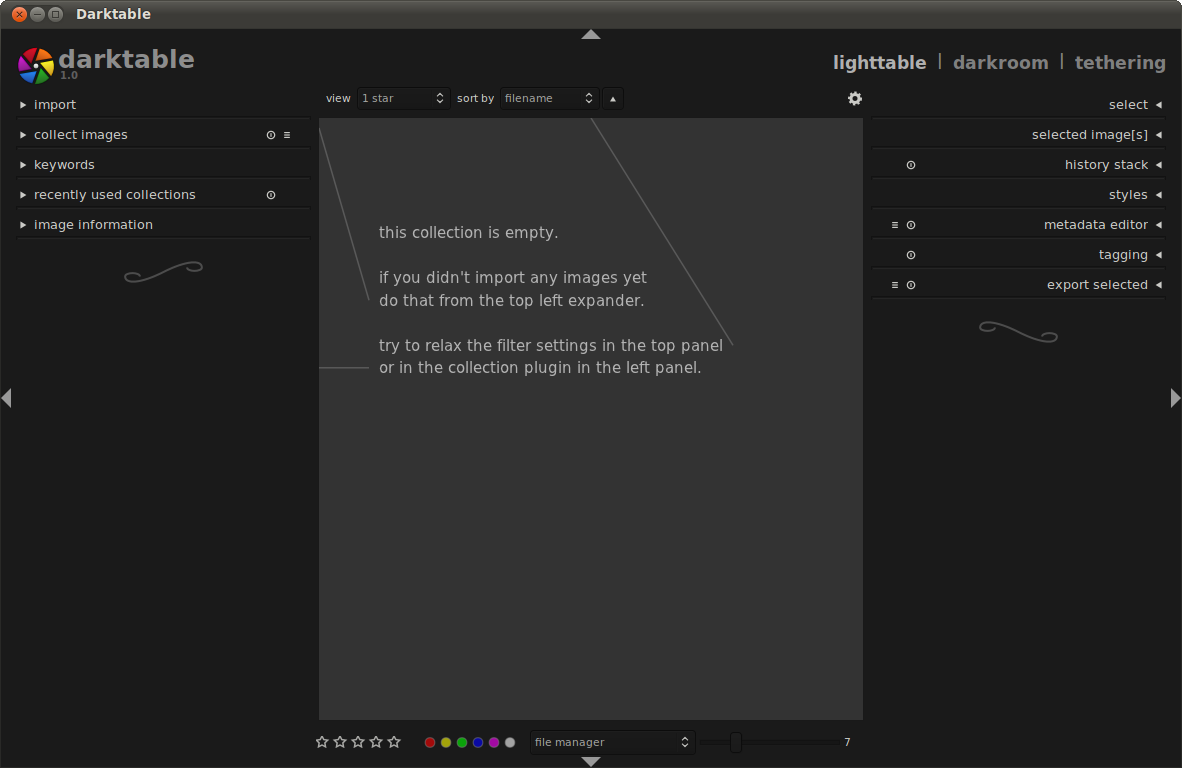
darktable 1.0 zoals die verschijnt na de installatie

Darktable kent twee hoofdpanelen die elk stappen in het ontwikkelingsproces van afbeeldingen aanbieden. Andere panelen helpen bij tethered shooting (besturen van een gekoppelde camera vanaf een PC) of weergave van locaties van de afbeeldingen op landkaarten. Bij het starten wordt standaard het paneel "bibliotheek" geopend, hier is een verzameling van afbeeldingen te zien. De zijpanelen in alle modi kunnen worden dichtgeklapt. Hierdoor wordt schermruimte bespaard. De kleuren van het programma, breedte van de panelen, lettergrootte en andere interface-instellingen worden opgeslagen in het bestand darktable.gtkrc.
Bibliotheek
Dit paneel is een virtuele lichtbak (light table) voor het importeren en ordenen van foto's. Het linker paneel is o.a voor het importeren van afbeeldingen en het weergeven van EXIF-informatie. Buttons om afbeeldingen te waarderen en/of te categoriseren staan bovenaan. Het rechterpaneel bezit modules zoals een onder andere metadata editor. Een module om beelden te exporteren staat rechts onderin.
Ontwikkelen
Dit paneel is de virtuele donkere kamer (darkroom) met de afbeelding in het midden en daaromheen vier zijpanelen met vooral aan de rechterkant heel veel modulen. Het linker paneel geeft een miniatuur om op de afbeelding in of uit te zoomen, de geschiedenis van bewerkingen, een kleurkiezer en EXIF-informatie. Aan de onderkant een filmstrip van te selecteren afbeeldingen welke kan worden gesorteerd en gefilterd met de lijst in het bovenste paneel. Daar kun je ook je persoonlijke voorkeuren instellen en je eigen sneltoetsen aanmaken.
Tethering
In dit paneel kan, als dit wordt ondersteund door de gekoppelde camera en door GPhoto, direct vanuit darktable gewerkt worden met die camera.
Kaart
Hier kunnen de foto's worden weergegeven op een kaart, bijvoorbeeld een OpenStreetMap-kaart

## Modulen
Darktable kent vele modulen voor beeldverbetering. Ze zijn verdeeld in groepen en worden weergegeven op de verschillende tabbladen in de modus "ontwikkelen". Zo zijn er modules voor het corrigeren van Belichting, Contrast, Kleurverzadiging, Kleurzweem, Scherpte, Ruisreductie, Uitsnede en Perspectief. Daarnaast zijn er modules voor o.a. Grijsverloop, Vignettering en Retoucheren. In iedere module is de beeldbewerking desgewenst te beperken tot een op te geven Masker: een getekend gebied of een gebied dat wordt bepaald door bepaalde helderheid of kleur.
Sinds versie 3.0 hanteert darktable een nieuwe systematiek voor de bewerking: de 'scene-gerefereerde' werkwijze. Uitleg daarover staat in de handleiding. Om eerdere foto's, bewerkt volgens de tot dan toe gangbare 'scherm-gerefereerde' werkwijze, te blijven ondersteunen zijn naast bestaande modules nu diverse nieuwe varianten gekomen wat bij nieuwe gebruikers leidt tot verwarring. Gelukkig kan het overzicht met modules in het Ontwikkel paneel eenvoudig ingesteld worden op de nieuwe 'scene-gerefereerde' voorkeur.
Er is voor darktable zeer veel instructiemateriaal, boeken, filmpjes, etc. te vinden op internet. Vanwege genoemde wezenlijke verandering vanaf versie 3.0 is het extra belangrijk om te letten op de versie en op de werkwijze waarop het instructiemateriaal gebaseerd is. Het oudere materiaal is voor nieuwe gebruikers af te raden.

## Versiegeschiedenis
Het overzicht van alle releases staat op de nieuwspagina van de darktable website en op de releases-pagina op GitHub. In onderstaande tabel zijn vanaf versie 2.0 de 'minor releases' weggelaten. Er wordt actief gewerkt aan nieuwe functionaliteit die wordt uitgebracht in halfjaarlijkse releases.
| Versie     | Uitgavedatum  | Omschrijving |
| ---------- | ------------- | --- |
| 0.1 (alfa) | 12 april 2009 | Eerste publieke versie SourceForge. |
| 1.0        | 15 maart 2012 | Eerste stabiele versie. Nieuwe modulen, ondersteuning voor nieuwe camera's |
| 1.0.5      | 24 juni 2012  | Update naar RawSpeed r438 en LibRaw 0.14.7, meerdere camera witbalans en standaard kleurmatrixen toegevoegd |
| 1.1        | 25 nov 2012   | Standaard witbalansinstellingen en ondersteuning, zoeken op gelijkenis bij afbeeldingen, geotagging, beschikbaar voor OS X, exporteren naar Facebook, aangepaste gebruikersinterface en live view voor het maken van foto's in realtime. |
| 1.2        | 7 april 2013  | Profiled denoising toegevoegd, importeren vanuit Lightroom, meerdere darktable-instanties mogelijk, verbeterde bruikbaarheid voor distorting modules, selectief kopiëren en plakken van beeldbewerking, nieuw en meer intuïtief trapeziumcorrectiegereedschap, jpeg2000-ondersteuning, importeren vanuit GraphicsMagick, sneller laden van miniaturen. |
| 1.2.1      | 28 mei 2013   | nieuwe antiruisprofielen en witbalansen voor verscheidene camera's |
| 1.2.2      | 28 juni 2013  | [ 7 ] |
| 1.2.3      | 13 sep 2013   | |
| 1.4        | 25 dec 2013   | toegevoegd maskers voor selectieve bewerking, WebP-ondersteuning |
| 1.4.1      | 15 feb 2014   | Extra camera's ondersteund, foutoplossingen |
| 1.4.2      | 29 april 2014 | Extra camera's ondersteund, foutoplossingen |
| 1.6        | 7 dec 2014    | |
| 2.0        | 24 dec 2015   | |
| 2.2        | 24 dec 2016   | |
| 2.2.5      | 30 aug 2017   | Eerste release voor Windows |
| 2.4        | 24 dec 2017   | |
| 2.6        | 24 dec 2018   | |
| 3.0        | 24 dec 2019   | |
| 3.2        | 10 aug 2020   | |
| 3.4        | 24 dec 2020   | |
| 3.6        | 3 jul 2021    | |
| 3.8        | 24 dec 2021   | |
| 4.0        | 2 jul 2022    | |
| 4.2        | 21 dec 2022   | |
| 4.4        | 21 jun 2023   | |